# 5296
5296 é o sétimo álbum de estúdio lançado pela banda Kobukuro sob o selo da Warner Music Japan inicialmente no Japão na data de 19 de dezembro de 2007. O álbum foi lançado em duas edições, a regular e a limitada. 5296 apareceu por 78 vezes no ranking da Oricon onde alcançou a primeira posição por três semanas a primeira na semana final de 2007 e as outras duas na semanas iniciais de 2008.
| Críticas profissionais                                                      | Críticas profissionais |
| Avaliações da crítica                                                       | Avaliações da crítica  |
| Fonte                                                                       | Avaliação              |
| --------------------------------------------------------------------------- | ---------------------- |
| HMV                                                                         | [ 7 ]                  |
| Amazon Japan                                                                | [ 8 ]                  |
| Oricon Music                                                                | (90/100)               |
| Esta tabela precisa de ser acompanhada por texto em prosa. Consulte o guia. |                        |

## Faixas
Edição regular
| N.º | Título                                      | Duração |  |
| 1.  | "Aoku yasashiku (蒼く 優しく)"              |         |  |
| 2.  | "Coin (コイン)"                             |         |  |
| 3.  | "Tsubomi (コイン)"                          |         |  |
| 4.  | "Donna sora demo (どんな空でも)"            |         |  |
| 5.  | "Kimi to iu na no tsubasa (君という名の翼)" |         |  |
| 6.  | "WHITE DAYS"                                |         |  |
| 7.  | "Kimiiro (君色)"                            |         |  |
| 8.  | "Suimen no chou (水面の蝶)"                 |         |  |
| 9.  | "Kaze no naka wo (風の中を)"                |         |  |
| 10. | "Gekkou (月光)"                             |         |  |
| 11. | "Kazamidori (風見鶏)"                       |         |  |
| 12. | "Diary"                                     |         |  |
| 13. | "fragile mind"                              |         |  |

Edição limitada
| N.º | Título                                      | Duração |  |
| 1.  | "Aoku yasashiku (蒼く 優しく)"              |         |  |
| 2.  | "Coin (コイン)"                             |         |  |
| 3.  | "Tsubomi (コイン)"                          |         |  |
| 4.  | "Donna sora demo (どんな空でも)"            |         |  |
| 5.  | "Kimi to iu na no tsubasa (君という名の翼)" |         |  |
| 6.  | "WHITE DAYS"                                |         |  |
| 7.  | "Kimiiro (君色)"                            |         |  |
| 8.  | "Suimen no chou (水面の蝶)"                 |         |  |
| 9.  | "Kaze no naka wo (風の中を)"                |         |  |
| 10. | "Gekkou (月光)"                             |         |  |
| 11. | "Kazamidori (風見鶏)"                       |         |  |
| 12. | "Diary"                                     |         |  |
| 13. | "fragile mind"                              |         |  |

DVD
| #      | Título                                   |
| ------ | ---------------------------------------- |
| DVD-01 | "Aoku yasashiku (PV)" (蒼く 優しく (PV)) |
| DVD-02 | "Long Interview" (ロングインタビュー)    |

## Histórico de lançamento
| País      | Data                   |
| --------- | ---------------------- |
| Japão     | 19 de dezembro de 2007 |
| Taiwan    | 20 de dezembro de 2007 |
| Hong Kong | 19 de dezembro de 2007 |